# Federação Libanesa de Futebol
A Federação Libanesa de Futebol (em língua árabe: الاتحاد اللبناني لكرة القدم; em língua francesa: Fédération Libanaise de Footbal) é a federação de futebol do Líbano, sendo a responsável pelo Campeonato Libanês de Futebol e além de organizar a Seleção Libanesa de Futebol, a Seleção Libanesa de Futebol Feminino e a Seleção Libanesa de Futsal. Fundada em 1933, é filiada a Federação Internacional de Futebol (FIFA) desde 1936 e a Confederação Asiática de Futebol (AFC) desde 1964.